# Zdravko Čolić
Zdravko Čolić (Sarajevo, 30 mei 1951) is een Bosnische zanger.

## Biografie
Leskovar begon zijn muzikale carrière in de late jaren zestig. In 1973 nam hij deel aan Jugovizija, de Joegoslavische preselectie voor het Eurovisiesongfestival. Met het nummer Gori vatra won hij de nationale finale, waardoor hij Joegoslavië mocht vertegenwoordigen op het Eurovisiesongfestival 1973, in de Luxemburgse hoofdstad Luxemburg. Daar eindigde hij op de vijftiende plaats. Nadien zou hij uitgroeien tot een van de populairste artiesten in (het voormalige) Joegoslavië. Hij staat er bekend als de Tom Jones van de Balkan.